# Copa de la Liga Profesional 2021 (reserva)
La Copa de la Liga Profesional 2021 o Copa 2021 de la Reserva de la LPF, fue la primera edición de esta competición organizada por la Liga Profesional de Fútbol, órgano interno de la Asociación del Fútbol Argentino. Comenzó el 12 de febrero y finalizó el 2 de junio de 2021.
El campeón fue el Club Atlético Sarmiento, que logró su primer título en la copa y obtuvo la clasificación al Trofeo de Campeones 2021.

## Sistema de disputa

### Primera fase
Llamada 'Fase de zonas'. Los equipos se dividieron en dos grupos de trece integrantes cada uno, donde jugaron una ronda por el sistema de todos contra todos, con un partido interzonal por cada fecha. Los cuatro primeros de cada una clasificaron a la segunda fase para determinar al campeón.

### Segunda Fase
Se jugó por eliminación directa, en tres instancias. Los cruces fueron a un solo partido, en los cuartos de final en el estadio del mejor ubicado en la competencia, en las semifinales y la final, en cancha neutral. En las dos primeras, de haber empate se definiría con tiros desde el punto penal; en la final, se jugaría un tiempo suplementario previo de ser necesario.

## Fase de zonas

### Zona A

#### Tabla de posiciones
| Pos. | Equipo                | Pts | PJ | PG | PE | PP | GF | GE | Dif. |
| ---- | --------------------- | --- | -- | -- | -- | -- | -- | -- | ---- |
| 1.°  | River Plate           | 36  | 13 | 10 | 3  | 0  | 27 | 10 | +17  |
| 2.°  | Argentinos Juniors    | 26  | 13 | 7  | 5  | 1  | 17 | 5  | +12  |
| 3.°  | Estudiantes (LP)      | 23  | 13 | 7  | 2  | 4  | 19 | 13 | +6   |
| 4.°  | Godoy Cruz            | 23  | 13 | 6  | 5  | 2  | 13 | 7  | +6   |
| 5.°  | Aldosivi              | 17  | 13 | 5  | 2  | 6  | 19 | 16 | +3   |
| 6.°  | Racing Club           | 17  | 13 | 5  | 2  | 6  | 14 | 15 | -1   |
| 7.°  | Platense              | 16  | 13 | 4  | 4  | 5  | 19 | 19 | 0    |
| 8.°  | Banfield              | 15  | 13 | 3  | 6  | 4  | 13 | 16 | -3   |
| 9.°  | Rosario Central       | 14  | 13 | 3  | 5  | 5  | 15 | 14 | +1   |
| 10.° | San Lorenzo           | 13  | 13 | 3  | 4  | 6  | 15 | 19 | -4   |
| 11.° | Colón                 | 13  | 13 | 3  | 4  | 6  | 9  | 18 | -9   |
| 12.° | Arsenal               | 9   | 13 | 1  | 6  | 6  | 11 | 22 | -11  |
| 13.° | Central Córdoba (SdE) | 7   | 13 | 2  | 1  | 10 | 8  | 27 | -19  |

### Zona B

#### Tabla de posiciones
| Pos. | Equipo                  | Pts | PJ | PG | PE | PP | GF | GE | Dif. |
| ---- | ----------------------- | --- | -- | -- | -- | -- | -- | -- | ---- |
| 1.°  | Boca Juniors            | 30  | 13 | 9  | 3  | 1  | 28 | 13 | +15  |
| 2.°  | Newell's Old Boys       | 23  | 13 | 7  | 2  | 4  | 27 | 19 | +8   |
| 3.°  | Sarmiento (J)           | 23  | 13 | 7  | 2  | 4  | 28 | 25 | +3   |
| 4.°  | Independiente           | 22  | 13 | 6  | 4  | 3  | 23 | 17 | +6   |
| 5.°  | Defensa y Justicia      | 22  | 13 | 6  | 4  | 3  | 24 | 20 | +4   |
| 6.°  | Vélez Sarsfield         | 21  | 13 | 6  | 3  | 4  | 19 | 15 | +4   |
| 7.°  | Unión                   | 18  | 13 | 5  | 3  | 5  | 19 | 19 | 0    |
| 8.°  | Huracán                 | 18  | 13 | 4  | 6  | 3  | 17 | 20 | -3   |
| 9.°  | Gimnasia y Esgrima (LP) | 15  | 13 | 4  | 3  | 6  | 14 | 15 | -1   |
| 10.° | Atlético Tucumán        | 12  | 13 | 3  | 3  | 7  | 20 | 24 | -4   |
| 11.° | Patronato               | 10  | 13 | 2  | 4  | 7  | 9  | 19 | -10  |
| 12.° | Lanús                   | 9   | 13 | 2  | 3  | 8  | 23 | 32 | -9   |
| 13.° | Talleres (C)            | 9   | 13 | 1  | 6  | 6  | 15 | 26 | -11  |

## Segunda Fase

### Cuadro de desarrollo
|  | Cuartos de final | Cuartos de final   | Cuartos de final  |                   |              | Semifinales  | Semifinales | Semifinales |  |           | Final      | Final      | Final      |  |
|  | 14 de mayo       | 14 de mayo         | 14 de mayo        |                   |              | 21 de mayo   | 21 de mayo  | 21 de mayo  |  |           | 2 de junio | 2 de junio | 2 de junio |  |
|  |                  |                    |                   |                   |              |              |             |             |  |           |            |            |            |  |
|  |                  |                    |                   |                   |              |              |             |             |  |           |            |            |            |  |
|  | 1.º A            | River Plate        | 4                 |                   |              |              |             |             |  |           |            |            |            |  |
|  | 1.º A            | River Plate        | 4                 |                   |              |              |             |             |  |           |            |            |            |  |
|  | 4.° B            | Independiente      | 2                 |                   |              |              |             |             |  |           |            |            |            |  |
|  | 4.° B            | Independiente      | 2                 |                   | River Plate  | River Plate  | 0           |             |  |           |            |            |            |  |
|  |                  |                    |                   |                   | River Plate  | River Plate  | 0           |             |  |           |            |            |            |  |
|  |                  |                    | Sarmiento         | Sarmiento         | 2            |              |             |             |  |           |            |            |            |  |
|  | 2.º A            | Argentinos Juniors | Sarmiento         | Sarmiento         | 2            | 2            |             |             |  |           |            |            |            |  |
|  | 2.º A            | Argentinos Juniors |                   |                   |              |              |             |             |  |           |            |            |            |  |
|  | 3.º B            | Sarmiento          | 3                 |                   |              |              |             |             |  |           |            |            |            |  |
|  | 3.º B            | Sarmiento          | 3                 |                   |              |              |             |             |  | Sarmiento | Sarmiento  | 2          |            |  |
|  |                  |                    |                   |                   |              |              |             |             |  | Sarmiento | Sarmiento  | 2          |            |  |
|  |                  |                    | Boca Juniors      | Boca Juniors      | 1            |              |             |             |  |           |            |            |            |  |
|  | 1.º B            | Boca Juniors       | Boca Juniors      | Boca Juniors      | 1            | 2            |             |             |  |           |            |            |            |  |
|  | 1.º B            | Boca Juniors       |                   |                   |              |              |             |             |  |           |            |            |            |  |
|  | 4.° A            | Godoy Cruz         | 1                 |                   |              |              |             |             |  |           |            |            |            |  |
|  | 4.° A            | Godoy Cruz         | 1                 |                   | Boca Juniors | Boca Juniors | 2           |             |  |           |            |            |            |  |
|  |                  |                    |                   |                   | Boca Juniors | Boca Juniors | 2           |             |  |           |            |            |            |  |
|  |                  |                    | Newell's Old Boys | Newell's Old Boys | 1            |              |             |             |  |           |            |            |            |  |
|  | 2.º B            | Newell's Old Boys  | Newell's Old Boys | Newell's Old Boys | 1            | 2            |             |             |  |           |            |            |            |  |
|  | 2.º B            | Newell's Old Boys  |                   |                   |              |              |             |             |  |           |            |            |            |  |
|  | 3.º A            | Estudiantes (LP)   | 1                 |                   |              |              |             |             |  |           |            |            |            |  |
|  | 3.º A            | Estudiantes (LP)   | 1                 |                   |              |              |             |             |  |           |            |            |            |  |
|  |                  |                    |                   |                   |              |              |             |             |  |           |            |            |            |  |

### Cuartos de final
| 14 de mayo de 2021 | River Plate | 4:2 | Independiente | River Camp, Ezeiza           |                              |
| 15:00              |             |     |               | Árbitro(s): Ezequiel Noguera | Árbitro(s): Ezequiel Noguera |

| 14 de mayo de 2021 | Argentinos Jrs. | 2:3 | Sarmiento | Diego A. Maradona, Buenos Aires |                             |
| 17:30              |                 |     |           | Árbitro(s): Salomé Di Iorio     | Árbitro(s): Salomé Di Iorio |

| 14 de mayo de 2021 | Boca Juniors | 2:1 | Godoy Cruz | Predio Ezeiza, Buenos Aires  |                              |
| 10:00              |              |     |            | Árbitro(s): Juan Manuel Díaz | Árbitro(s): Juan Manuel Díaz |

| 14 de mayo de 2021 | Newell's Old Boys | 2:1 | Estudiantes (LP) | Marcelo Bielsa, Rosario    |                            |
| 12:30              |                   |     |                  | Árbitro(s): Hermes Gigante | Árbitro(s): Hermes Gigante |

### Semifinales
| 21 de mayo de 2021 | River Plate | 0:2 | Sarmiento | River Camp, Buenos Aires        |                                 |
| 15:00              |             |     |           | Árbitro(s): Gonzalo Creimermann | Árbitro(s): Gonzalo Creimermann |

| 21 de mayo de 2021 | Boca Juniors | 2:1 | Newell's Old Boys | Centro de Entrenamiento de Ezeiza, Buenos Aires |                                |
| 10:00              |              |     |                   | Árbitro(s): Nicolás Mastroieni                  | Árbitro(s): Nicolás Mastroieni |

### Final
| 2 de junio de 2021 | Sarmiento | 2:1 | Boca Juniors | Florencio Sola, Buenos Aires  |                               |
| 15:00              |           |     |              | Árbitro(s): Juan Cruz Robledo | Árbitro(s): Juan Cruz Robledo |

|            |
|            |
| Campeón    |
| Sarmiento  |
| 1.º título |

## Goleadores
| Jugador           | Equipo       | Goles |
| ----------------- | ------------ | ----- |
| Luis Vázquez      | Boca Juniors | 14    |
| Lucas Varaldo     | Lanús        | 9     |
| Flabian Londoño   | River Plate  | 9     |
| Federico Paradela | Sarmiento    | 9     |